# Oxyna gansuica
Oxyna gansuica är en tvåvingeart som beskrevs av Wang 1996. Oxyna gansuica ingår i släktet Oxyna och familjen borrflugor. Inga underarter finns listade i Catalogue of Life.